# Lychas brehieri
Espèce
Lychas brehieri est une espèce de scorpions de la famille des Buthidae.

## Distribution
Cette espèce est endémique de Birmanie. Elle se rencontre dans la grotte Mon Saddan Sin Gu.

## Publication originale
- Lourenço, 2017 : « Comments on the genus Lychas C. L. Koch, 1845; proposition of a neotype for Lychas scutilus C. L. Koch, 1845 and a description of a new species from caves in north Myanmar (Scorpiones: Buthidae). » Arachnida - Rivista Aracnologica Italiana, vol. 14, p. 36-51.